# Real Hipódromo de Legamarejo
El Real Hipódromo de Legamarejo (luego Hipódromo Nacional de Legamarejo) fue un hipódromo del primer tercio del siglo XX situado en el término municipal de Aranjuez (Madrid).

## Historia
El origen del hipódromo se encuentra en la Real Yegüada de Aranjuez. En el soto de Legamarejo, en la parte norte de la calle de Lemus, se encontraba parte de la misma, con una casa destinada a la sección inglesa de la misma, denominada como Casa de Legamarejo.

Hacia 1852 se tiene noticia de la existencia de un hipódromo en el soto de Legamarejo, concretamente en terreno comprendido entre el sur del camino, conocido como calle de Lemus, y el río Tajo. En esta época era conocido como hipódromo de Gramalejo, por corrupción de Legamarejo. Este hipódromo era frecuentado tanto por ribereños como por madrileños que acudían mediante la línea férrea Aranjuez-Madrid.

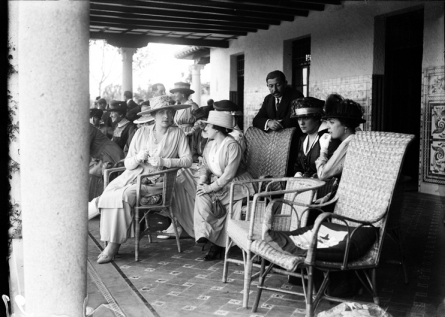
La reina en la tribuna real a finales de la década de 1910. (Fotografía de Goñi)

Posteriormente, en el otoño de 1916, por iniciativa del monarca Alfonso XIII y con el apoyo del ayuntamiento de Aranjuez, comenzó la construcción de un nuevo hipódromo de mayores dimensiones y mejor preparado, sobre el trazado del anterior. El encargado de llevarlo a cabo fue el caballerizo mayor del rey, el marqués de Viana, empleando en ello al administrador de Aranjuez, Casimiro Lalana, el aparejador Calixto Heredia y el señor Nieulant.

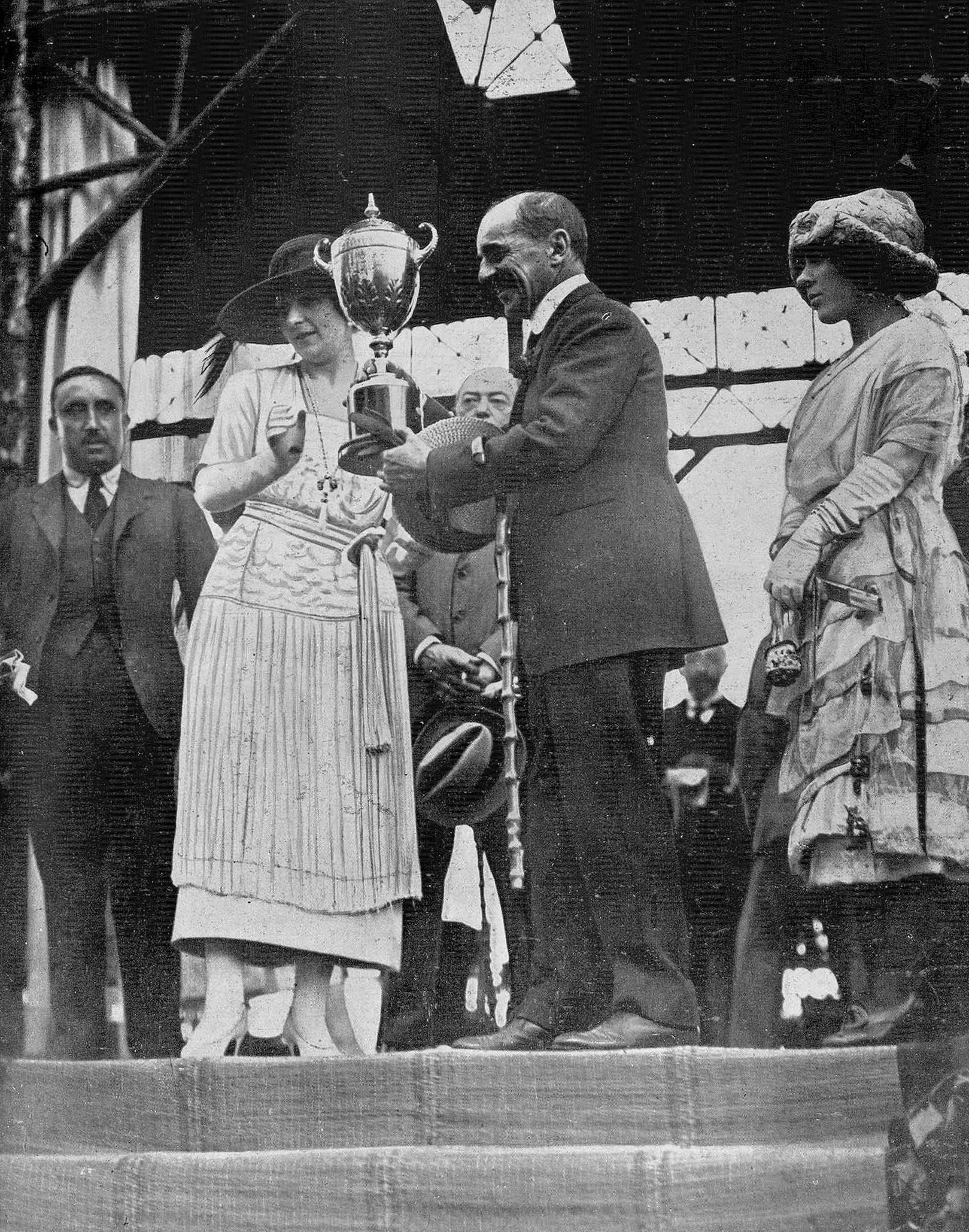
La reina Victoria Eugenia entregando al marqués de Villamejor la copa que ganó el caballo "Liser", propiedad de dicho aristócrata (La Esfera, 1919).

El nuevo hipódromo fue inaugurado el 24 de mayo de 1917. La inauguración contó con diversas carreras civiles y militares y estuvo señalado con la asistencia de los reyes Alfonso XIII y Victoria Eugenia, así como de otros miembros de la familia real. En el hipódromo se disputaban un número reducido de premios pero de distinta importancia como las Copas Reina Victoria, María Cristina o el Derby de Aranjuez. También es destino en visitas a España de soberanos extranjeros.
El advenimiento de la Segunda República no supuso la decadencia de las instalaciones, antes bien le dio un cierto impulso. Especial notoriedad obtuvo el circuito en 1933 tras la demolición del hipódromo de la Castellana y antes de la inauguración del nuevo hipódromo de la Zarzuela.
A pesar de ello, en 1934, el hipódromo fue clausurado, parcelándose al año siguiente sus terrenos con destino a la labranza.
En 1990 se especuló con su restauración y puesta en funcionamiento como complemento al de la Zarzuela.
En la actualidad quedan únicamente restos de las formas curvas de la arena, especialmente apreciables desde el aire.

## Descripción
La entrada al recinto se realizaba desde Aranjuez por las calles de Madrid y de los Tilos y luego entrando por la puerta de Legamarejo y enfilando la calle de Lemus. En la reconstrucción de 1917, se construyó un apeadero en la línea férrea Madrid-Aranjuez, antes de llegar a la estación de Aranjuez, permitiendo un mejor acceso desde Madrid por tren. Desde el apeadero se tomaba la calle de los Tilos.
El circuito contaba con la habitual forma de 0 tumbado encontrándose los ejes rectos paralelos en dirección este-oeste. Tras las reconstrucción de 1916-1917, la longitud total del circuito era de 2000 m.
Las tribunas y gradas se disponían en la parte norte del circuito entre este y el camino denominado como calle de Lemus. Las construcciones referidas estaban construidas en estilo rústico, a partir de materiales ligeros como madera y caña. Por el contrario, la tribuna real estaba realizada con materiales duraderos, en estilo toledano, con columnas de piedra, cubierta con estructura de madera, suelo de barro y azulejos y zócalos de azulejería. Esta tribuna contaba con una terraza cubierta para contemplar las carreras y en el interior, un salón de té y un cuarto de baño.